# 林杰樑
林杰樑（1958年6月30日—2013年8月5日），臺灣著名腎臟科、毒理學醫生，曾經在長庚大學醫學院擔任教授、於行政院衛生署擔任顧問。林杰樑出生於嘉義縣朴子市的醫學世家，畢業後長期投入腎臟醫學、毒物醫學研究，並且發表多篇論文著作而獲得國際肯定。
1996年，林杰樑成為臺灣首位研發出農藥巴拉刈中毒有效治療方法並且標準化急救流程的醫生，成功降低臺灣早期許多攝入農藥而致死的案例。其研發的治療方式推廣至世界各地且廣泛獲得運用後，也讓原本農藥中毒存活率為40％的印度上升至80％左右。林杰樑也長期致力於向民眾宣導正確飲食、防毒養生、各項醫學觀念，並且實際在政府調查民眾食品安全問題而多次發表評論。除了曾經為臺鐵南迴線連續破壞事件檢驗是否遭到下毒外，之後臺灣接連發生許多食品安全衛生事件時他也接受許多新聞媒體的採訪，包括2008年中國奶製品污染事件、2011年台灣塑化劑事件、2013年台灣毒澱粉事件等。也因為他經常憑藉著其專業提供民眾許多專業意見，這使得他作為公共衛生倡導者而在臺灣社會享有很高聲望。2013年8月5日因感染不明病毒而病逝，享年55歲。

## 早年

### 早期經歷
1958年6月30日，林杰樑出生於臺灣嘉義縣朴子鎮的中醫世家，在家裡5個兄弟姊妹中排行第三。他的祖父林磐石是村子裡受人敬重的中醫師，而父親林青樟也繼承父業並且經營中藥舖，這使得已經連續五代都是中醫相關行業的林家在鎮上頗有名氣。雖然林杰樑從小由於父母忙碌而使得他是由祖母養育長大，而祖父林磐石在他3歲時過世。然而很早便在醫診、抓藥以及許中藥藥材的環境下生活、經常聽到祖母講述林磐石自行救助窮人的舉動和許多治療過後的患者在祖父逝世後仍前來致謝的景象，這些都深深影響他並且在後來逐漸往醫學發展。而當時嘉義縣整個朴子市社區十分盛行棒球運動，林杰樑就讀嘉義縣朴子國民小學五年級時便成為班級棒球隊的主力投手，並且時常與其他棒球隊互相比賽。
在以第一名校長獎的優異成績自嘉義縣朴子國民小學畢業後，林家為了培育林杰樑便安排其通車就讀資源更多、環境更好的嘉義市蘭潭國中就讀。到了準備進入高中時則是報名有許多明星高中的臺北考區，最後他成功考取到作為第二志願的臺北市國立臺灣師範大學附屬高級中學。不過北上念書後的前兩年由於投入集郵社社團活動使得幾科成績一度下滑，讓對他十分有期望的父母感到擔心。最後在父親林青樟在接到老師特別寄送至嘉義縣的成績單並且北上訓話後，在高中二年級升三年級時開始收心並且在學校重新研讀課程內容。之後林杰樑三年級的成績便恢復穩定，並且在聯考一次便成功考上臺北醫學院（今臺北醫學大學）。

### 大學生涯

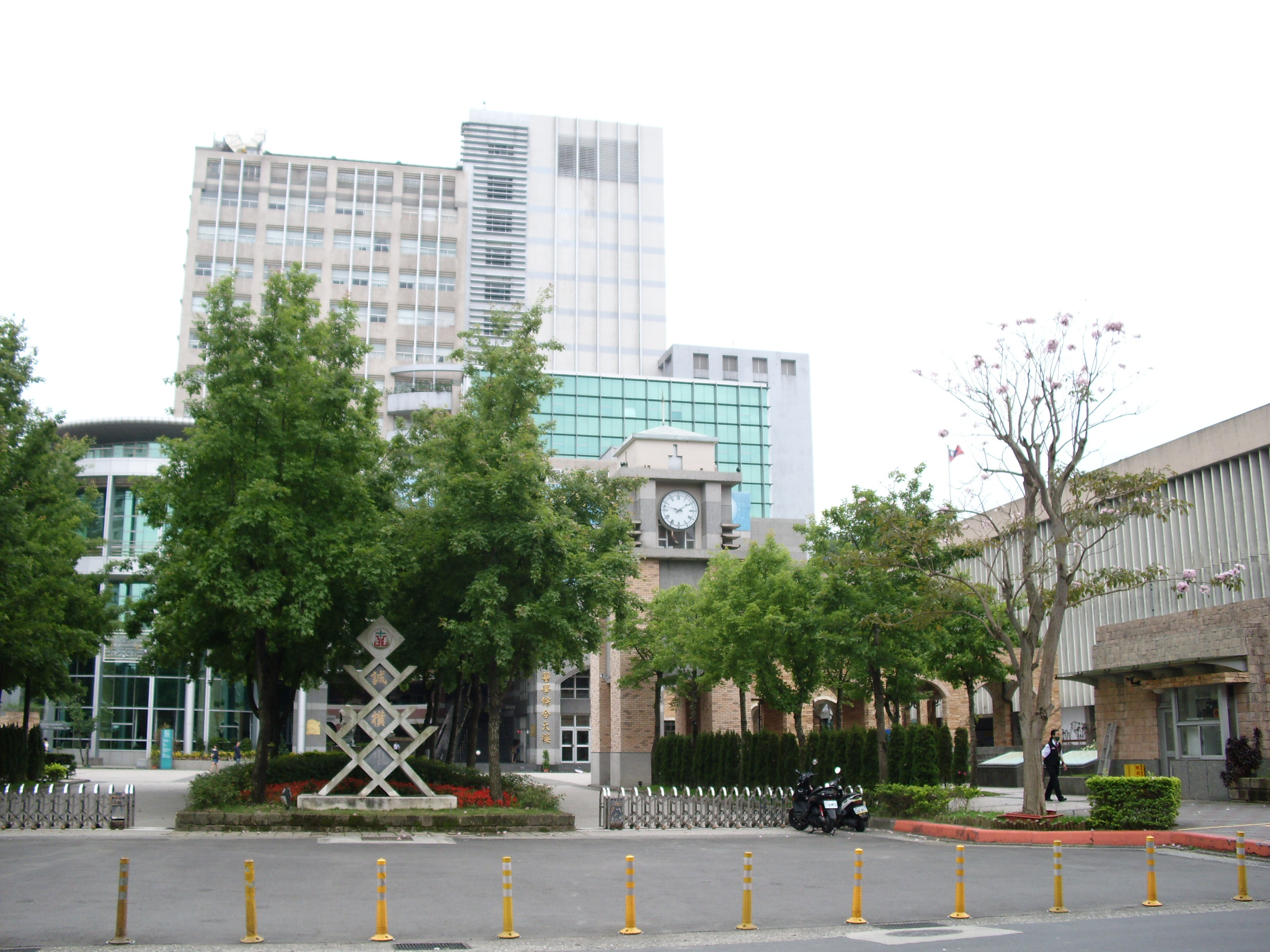
臺北醫學大學校門口

後來有心成為醫生的林杰樑在進入臺北醫學院醫學系就讀後，繼續維持其認真上課且自我嚴謹的態度，甚至以偷偷進入教室的方式先行以筆記本或者書包佔到課堂第一排的位置。而當時擔任臺北醫學院講師的林松洲則提到林杰樑除了上課認真聽講外，並且在課堂結束後和還在辦公室教授討論上課內容與醫學問題，而親切的態度也使得林松洲在班上128個學生中對於其印象深刻。班上還推派他集結其他認真同學成立筆記組，由同學每個月各自負責輪流記錄課堂上教導的所有內容，而林杰樑在紀錄這些上課內容時還常常在筆記旁添加詩詞或者笑話。而上了大學之後他也繼續活躍於社團活動上，由於有中醫背景而使得他在大學一年級時加入了針灸社，後來又結合創立了中醫社。另外他也參與了具有讀書會性質的綠杏社，而此時林杰樑還練習過跆拳道並且達到三段，也擔任過臺北醫學院跆拳社社長。
不過當時班上在與其他學校舉辦舞會或者郊遊活動時，林杰樑通常不會去而只會投入自己喜歡的事情上。其中他便曾經參加在寒假與暑假舉辦的醫療服務團，陪同教授前往臺灣鄉下進行義診或者對污染源進行調查。到了大學五年級時，林杰樑則參加了臺北醫學院醫科學生會會長競選。儘管當時選舉活動相當激烈，然而林杰樑憑藉著平時所建立的雄厚人際關係，而其政見也是以為所有學生服務為主要理念，之後便以最高票當選成為學生會會長。而在當選之後也逐一履行熱心服務的承諾，其中當時就讀大學一年級的醫師作家侯文詠便表示其當選後便做了許多令人滿意的事情。而到了大學七年級時，林杰樑則開始從事需要花費許多體力和心力的實習生活，主要從事幫病患打針、掛點滴、查房以及行政準備等工作。

### 洗腎之後
1982年7月，當時24歲的林杰樑、有一天晚上在醫院值夜班寫病歷時，疑似因為勞累而趴在護士櫃台桌上睡著了，由於實習醫生的生活工作繁忙，所以其他人不疑有異，便讓他休息。但是，在他睡了1至2小時之後，有同事發現他都沒有動靜，且某護士用盡方法，都叫他不醒的情況下，當班的其他實習醫生們、趕緊將他送去急診處實施急救處理。結果，發現是因為不明感染源所造成的急性腎炎並且引起高燒。雖然，在經過5天導尿以及急救後、成功救回生命，但由於腎臟功能已經受損，而後則須要長期血液透析。因為疾病造成腎臟衰竭這件事，一度使得林杰樑無法接受，因為必須負擔每個月平均5萬至6萬元的血液透析費用之外，並且身心皆要承受其所帶來的痛苦與壓力。由於腎臟受損，使得其樣貌也逐漸消瘦。之後，林杰樑向交往2個月的學妹，主動提出分手，並且決定投入鑽研腎臟醫學，以及開始接觸毒理學研究。
對於這次事件，林杰樑表示，這讓他了解到即使病患面臨到毫無希望的狀態，也應該要做最後的努力，而不應該放棄任何病患。之後，自臺北醫學院醫學系結束實習並且畢業後，林杰樑便前往長庚醫療財團法人內科擔任住院醫師，進行醫學進階學習與一般醫療服務。後來，他和同樣在醫院擔任護理師的譚敦慈認識，譚敦慈對於林杰樑熱心救人，以及節儉的生活印象極為深刻，於是兩人關係逐漸親密，並且開始交往。雖然林杰樑提親時，一度因為身體需長期洗腎的狀況、而遭到譚敦慈的母親反對，但是在譚敦慈父親的支持下，兩人還是於1988年順利結婚。而譚敦慈在婚後，則辭去原本醫院的工作、轉而擔任林杰樑的研究助理一職，除就近照顧其身體，並且從中協助林杰樑的毒物研究實驗報告、接受媒體採訪，或處理節目錄影等大大小小的活動事宜。

## 工作

### 醫療工作

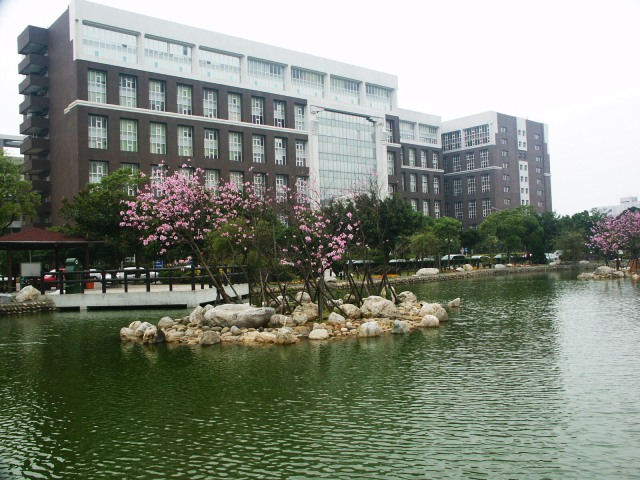
林杰樑亦在長庚大學醫學院擔任內科教授。

從臺北醫學院畢業後的林杰樑，先是進入桃園市龜山區林口長庚紀念醫院腎臟科任職，之後除了從腎臟科住院醫生晉升成為主治醫師外，同時還擔任了長庚醫療財團法人臨床毒物科主任。其中林杰樑主要專攻腎臟學、透析治療學、毒理學、環境職業醫學等，同時也是長庚大學醫學院內科教授。根據《康健》雜誌報導其妻子譚敦慈形容他是「全年無休的醫生」，甚至連假日都會到醫院探視住院的病人，而在非值班的日子他也經常半夜爬起並打電話到醫院關懷病患情況。而在長庚醫療財團法人開設毒物科以後，林杰樑逐步將救治範圍從原本的農藥中毒、安眠藥中毒擴展至環境毒物和職業毒物傷害等，他在接受新聞媒體採訪時表示：「我這輩子做得最對的一件事，就是走上行醫這條路。」
其中林杰樑表示毒物科門診如果要查出是否中毒平均每個病患必須花費1個小時的時間，不過他也要求其腎臟科患者必須提供24小時的尿液監測以作檢測。而一些評論則認為受到成長環境的影響，認為林杰樑的行醫方式為中學為體、西學為用，而遇到病人是因為長期服用中藥中毒時也知道該如何救治。在醫治許多困難案例的過程中林杰樑發明很多解毒療法或者醫療方法並且加以推廣，對此他認為發明救人的方法是一個醫生的價值所在，並且提到：「因我們（醫生）被逼到牆角，想不出方法，這條生命就要消失。」而因為對於家庭的重視使得他明白一條人命牽動著好幾個家庭，因此願意花費更多心思在搶救病患上，不過他也表示：「身為醫師，看到生命在手上流逝，那種衝擊與無奈，是一般人無法想像的。」
同時林杰樑也著重研究結果對於人體醫療的實用性，並且將重心放在腎臟功能的急救上。其中他便曾經為了搶救一對過度飲用藥酒而導致心跳停止的40多歲夫妻，試著用血液灌洗的方式而成功救回兩人。他也曾經嘗試為嚴重的腎炎病患在靜脈注射高劑量類固醇，直到症狀改善且血液檢查恢復正常後才逐漸減量，這種治療方式發表之後使得林杰樑在國際間獲得聲望。而為了救回因為中藥鉀離子中毒而急救無效的病患，一方面由住院醫生繼續實施心臟按摩急救，另外一方面則引血並且透過血液透析的方式移除鉀離子，最後成功獲得醫治效果。在成功挽回生命後這項醫治方法也發表在國際期刊上，並且成為往後許多醫學院的教材。而在教育學生時他也常與學生互動，關心學生生活、學業、品格發展等各個層面，並且對家境清寒的學生也特別關心與照顧。

### 相關研究
同時林杰樑也是享譽國際的腎臟科教授，並且曾經長期關注追蹤重金屬鉛與腎臟病之間的關聯。其中在1993年時，林杰樑發表《鉛對慢性腎病影響》的論文並且刊登在著名的《新英格蘭醫學雜誌》上，這也是臺灣歷史上首次對於重金屬的研究報告。而在針對202名病患經過長達4年的追蹤研究，林杰樑發現對腎臟病患者而言環境鉛濃度並無安全劑量，只要有鉛存在就會威脅身體健康；而平均每攝入100微克的鉛會導致0.3%的腎功能損傷，而鉛累積在體內會造成兒童智商降低以及大人尿酸升高。同時他在2001年時提出以鉛解毒劑乙二胺四乙酸重複治療的方式，將能夠有效減緩尿毒升高和慢性腎臟病患者腎功能惡化的速度，達成延遲血液透析的目的，之後他便以鉛解毒劑治療慢性腎臟病的發現登上《新英格蘭醫學雜誌》。
而由於醫院還沒特別開設毒物科之前許多中毒病患都是在腎臟科就診，這也使得他開始對於被歸類為醫學院較為冷門科目的毒理學有所興趣。這使得他成為中華民國唯一的臨床毒理學教授以及最著名的毒物科醫生，甚至有臺灣「毒物權威」的稱號。儘管過去國際醫學界認為病患農藥百草枯中毒後將因為會導致肺纖維化缺氧與多重器官衰竭而無法醫治，然而林杰樑在查閱許多文獻資料後於1996年時研發出有效治療方法。其中他發現以脈衝式地重覆性提供高劑量的類固醇、活性炭血液灌流加上細胞毒性藥物便能夠成功化解毒素，其中治療除支持療法外還將減緩吸收、促進排出和降低對器官傷害為作目標。在2006年林杰樑正式發表並且為其建立標準急救流程後，成功降低臺灣許多攝入農藥或者是農藥自殺而致死的案例。
此外他曾透過信件教導中國大陸醫生救治百草枯中毒的17歲女孩，而湖北省一家醫院也邀請他把百草枯中毒的醫治方法編寫成為教科書；還有印度醫生告訴林杰樑表示解毒法成功挽救許多印度人生命，讓原本百草枯中毒的存活率從40%提升至80%左右。其新研發的治療方式推廣至世界各地並且廣泛運用後，成為國內外醫學界標準療法並且被多本權威性醫學教科書引用。除了曾經在《公共科學圖書館期刊》刊登研究報告外，著名的美國國立衛生研究院毒物中心也將該解毒法列為治療百草枯中毒指引。也因為這一重要的研究報告發表使得林杰樑在學術方面很快晉升成為正教授，而其一連串的研究也提升了臺灣在腎臟與毒物研究的國際地位。而在2012年時，林杰樑還進一步在臺灣醫學研討會上發表研究表示百草枯中毒者只要經過血液透析治療，其死亡率就會從原先的90%降到60%以下。

### 公益活動

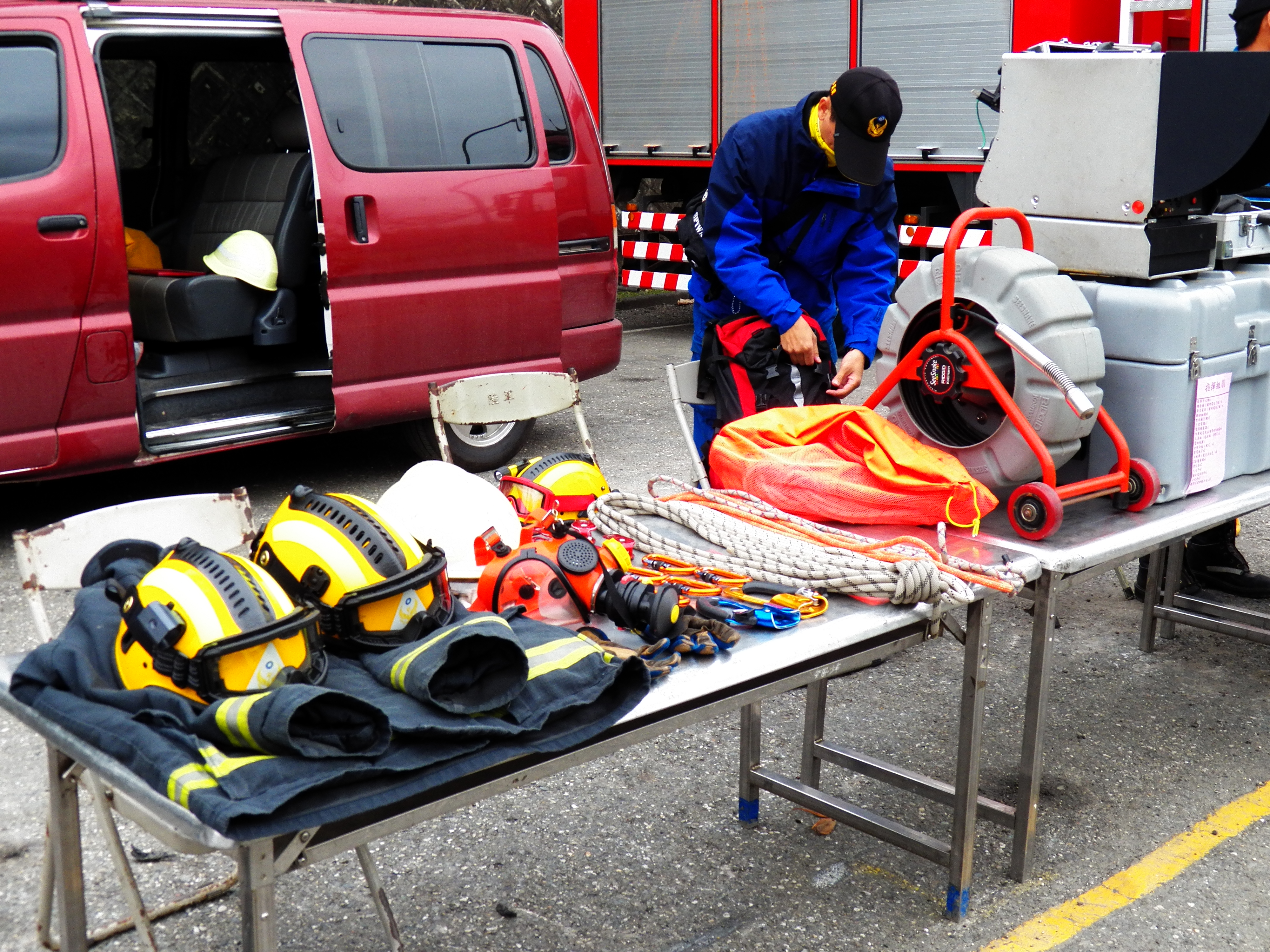
林杰樑曾經贈送48具救命器給臺北市政府消防局使用。

林杰樑從學生時代就持續參加醫療服務隊，經常趁著寒假與暑假期間陪同其他成員前往偏遠地區義診。1991年時，有感當時高雄市後勁地區和桃園縣觀音鄉等偏遠地區仍然缺乏醫療資源與相關訊息，他主動在臺北醫學大學成立了綠十字醫療服務隊。其中每年寒假和暑假便帶領具有服務熱忱的醫生和實習生前往高雄市和桃園縣等貧困地方，提供包括衛生教育課程以及義務診療等服務，並且獲得許多當地居民的支持。而隨著綠十字醫療服務隊的名聲逐漸擴展，其服務範圍也遍及至雲林縣和嘉義縣的窮困的沿海村落。而有關活動的費用除了一部分是由會員繳交些許費用外，一大部分則是由林杰樑自行支付義診所需要的數十萬花費。
2002年時，他更進一步在長庚大學成立羅卡達山地醫療工作隊，主要則是前往桃園縣復興鄉從事山地醫療服務，並且藉此希望培養更多年輕醫師主動關懷社會的態度。其中林杰樑認為臺灣醫學教育太過於強調教導專業知識和開刀技術，反而對於人和社會的關懷教育相當欠缺，這使得年輕人變得越來越關心自己而離「好醫生」的目標越遠。對此他認為學生就像白紙一樣，成立山地醫療服務隊並且帶領他們參與能讓學生親自體會弱勢者的需求和協助救人的快樂，並且期盼能從中多培養數名優秀醫生。
同時林杰樑也關心在火災現場搶救生命的消防員，2013年7月6日新北市泰山區發生家具行大火並造成2名消防員殉職後，他便透過兒子表示想要贈送附屬在空氣瓶背架、價值10萬元的救命器給臺北市政府消防局，希望進入火場後透過救命器的聲響能保障更多人員生命。後來臺北市政府消防局証實林杰樑逝世前，自費約20萬元而購買了48具救命器給消防隊成員使用。

### 調查行動

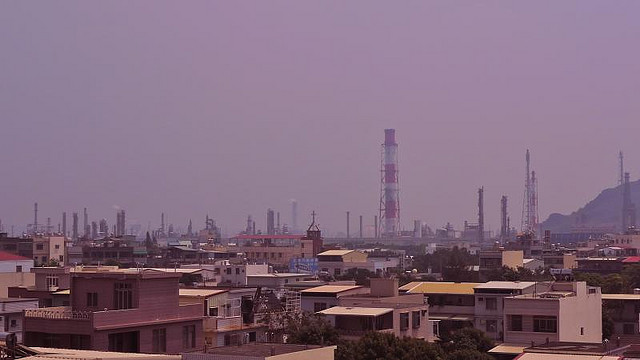
高雄市後勁地區的台灣中油煉油廠。

1982年時，桃園縣觀音鄉的高銀化工廠疑似為了生產含鎘與鉛的安定劑，排放工廠廢水卻造成農地嚴重遭受污染而種出有毒的鎘米。而當時剛在長庚醫療財團法人擔任醫生的林杰樑主動介入調查，除了揭露在發生的鎘米事件、並且依據研究報告成功促使桃園縣政府和工廠同意協助居民遷村。1986年至1987年期間，林杰樑繼續和國立臺灣大學團隊則開始追查各種造成慢性病的不當行為，其中先後揭露高雄市後勁地區的台灣中油煉油廠製造的空氣汙染、二仁溪河畔焚燒廢電纜造成的汙染事件等。另外林杰樑也曾經出錢出力調查新竹的台灣中油工廠外圍居民是否暴露在有毒環境，由於其認真的態度而感動許多當地民眾。
然而由於不害怕相關單位和組織的施壓，使得他成為團體醫療組織的少數人並且一度遭到排斥，但是執著理念的林杰樑仍然繼續研究毒理學並且專心從事研究；並且等到其研究結果投稿並且出現在國際期刊上後，其他人才瞭解其堅持的理念是正確的而逐漸被同事接受。其中林杰樑也曾提出臺灣老舊社區的鉛水管絕大多數都未更新，在飲水中的鉛比空氣或者粉塵中的鉛更容易被身體吸收的情況下，可能是造成臺灣因為尿毒症而造成的血液透析率在全世界排行第一名的緣故。他也曾經回到嘉義縣朴子市自行檢測老舊社區的鉛水管水質問題，發現自來水中鉛濃度已經超過標準值，對此他表示政府如果無法為住戶更換水管的話必須盡到告知居民的義務。之後他也經常在報章雜誌上發表衛生教育文章，向社會大眾呼籲遠離鉛的重要性。

### 事件評論

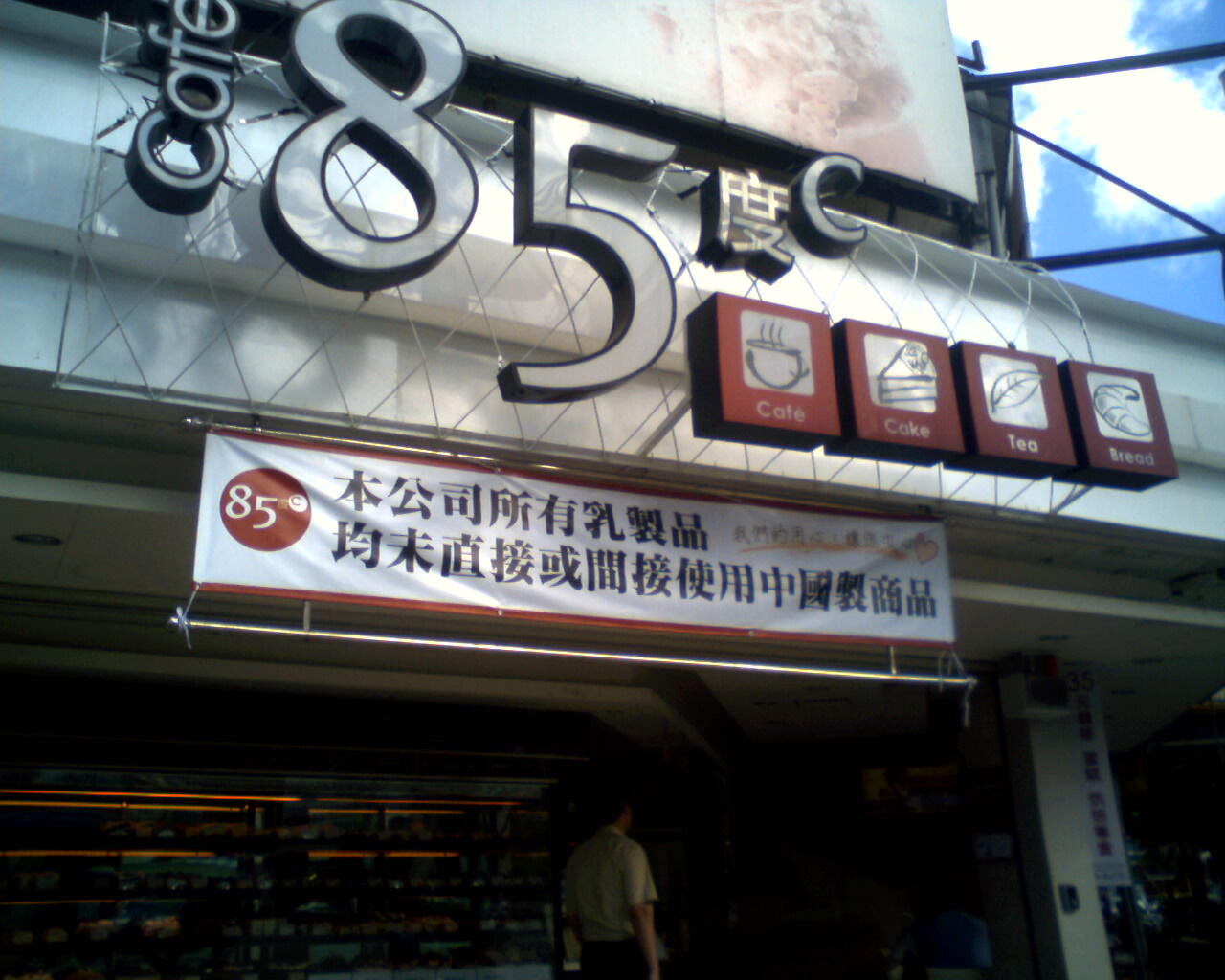
2008年中國奶製品污染事件爆發後一度引起臺灣社會緊張，甚至許多店家都貼出告示表示使用的乳製品均未直接或間接使用中國製商品。

在臺灣發生虎頭蜂攻擊、中毒事件或者是食品安全事件時，林杰樑便經常會在第一時間接受新聞媒體採訪並且依照相關文獻作出呼籲或者是評論，之後則開始找尋找解毒方法並且寄給政府。對此他表示：「當醫師一次只能救一個人，但透過媒體教育大眾，能救一群人。」另外他常於各式媒體上深入淺出地宣導毒理學、食品安全以及醫學知識，也曾經自行出版書籍以教導社會大眾避免日常生活中常見的有毒物質。甚至每周出現在季芹主持的節目《現在才知道》推廣正確的食品健康知識，與製作單位在節目演出上配合良好。不過雖然林杰樑願意出席節目錄影，然而同為中華民國國家標準審查委員會委員的化學教授吳家誠則表示：「敲通告的大概都不知道他病情，他也不能表現出來，擔心節目上顯得沒說服力。」
2008年中國奶製品污染事件爆發後，林杰樑在得知行政院要求行政院衛生署組團前往中國大陸考察後，便批評說「不如把錢花在有疑慮乳製品的全面檢驗」；而行政院環境保護署擬定將三聚氰胺的標準設為2.5ppm時，他則舉出各個國家的做法並且主張臺灣必須訂定最為嚴格的標準，同時提到：「臺灣的情況完全不一樣，所以它（行政院衛生署）這樣匆促訂一個標準，我覺得會讓人家覺得它言而無信，公信力會喪失得很嚴重。」在2011年爆發塑化劑事件後，林杰樑一方面公開指出鄰苯二甲酸二(2-乙基己基)酯毒性比三聚氰胺高出3.5倍，會造成生殖毒性乃至於罹患癌症的危險，呼籲眾少喝果汁或運動飲料等飲品而改以白開水取代。另外一方面也批評在發生中國奶製品污染事件後，行政院衛生署雖然成立行政院衛生署食品藥物管理局管理食品安全項目，然而由於食品管理業務相關預算過少使得主管機關只能每年挑選幾個產品進行抽驗，同時改組後的人力編排反而讓主要執行人力不足，對此他批評說「根本就是一個騙局」。
2012年時，馬英九在贏得2012年中華民國總統選舉後隨即宣布要討論擴大進口美國牛肉，而政府首場美國牛肉跨部會小組會議上推翻社會普遍認知，表示美國牛肉所含的萊克多巴胺與瘦肉精必須有所區隔。對此林杰樑則在新聞媒體上引用數據大力批評馬英九政府開放進口美國牛肉的標準以及專家小組一致的意見，指出萊克多巴胺仍然是瘦肉精的一種，雖然毒性較低但還是可能引發心悸、促進心血管疾病等副作用，因此孕婦與患有心血管疾病者應該避免吃到含有萊克多巴胺的肉品。林杰樑表示歐洲聯盟警告萊克多巴胺的量測應該加計其代謝中間產物，其毒性及健康風險應該要加倍計算。同時他也提到：「美牛其實是政治問題，不能以模糊科學專業的方法去解決。」
2012年2月，中華民國經濟部生物技術開發中心委託昌達生化科技針對牛樟芝進行91天的動物實驗，發現老鼠接受口服牛樟芝實體粉末一定劑量後出現細胞異常增生、空洞化，評估可能服用後將會對肝臟、卵巢和腎上腺等器官造成傷害。在被新聞媒體批露相關動物實驗內容後，林杰樑表示目前牛樟芝研究的正反結果都曾被發表，行政院衛生署也核准了三家廠商之健康食品標章；但是他也提到臨床上有服用牛樟芝導致尿毒升高之患者，認為牛樟芝可能對腎上腺具有高毒性，主張為了維護國民健康而應該要進一步進行研究。結果他收到自稱是牛樟菇菌產業聯盟則委請律師寄存證信函要求3天內澄清不實言論，否則要追究法律責任。而林杰樑則自聘律師並且措辭強硬地回復，最後由於無後續提告動作而結案。
而在2013年時，食品安全主管單位發現有業者使用未經核准的順丁烯二酸酐化製澱粉等添加物用於日常食品中，林杰樑也主動質疑毒澱粉就是長期造成臺灣人腎病、血液透析比例居高不下的原因之一，並且要求政府應該嚴厲懲處不肖業者並且採取最高嚴格標準進行檢查。其中他表示國外研究米粉、粄條等低蛋白質飲食可以改善尿毒和腎臟功能惡化，但他近期完成近400人、長達2年的追蹤研究卻發現這對臺灣的腎臟病病患無效、甚至反而加劇症狀，對此他認為這可能跟食品被加入化製澱粉有關。同時他也質疑質疑過行政院環境保護署跟行政院衛生署認定毒澱粉僅有低毒性，但是他認為在不少食品都有添加的情況下影響範圍會更廣。

## 逝世

### 病情惡化
林杰樑由於就讀臺北醫學院時，罹患腎炎而使得他本身長期是個血液透析患者，這使得許多報導醫療新聞的記者多知道由於長年洗腎使得他外形偏瘦，但是為了尊重隱私而幾乎從不公開報導此事。2013年8月2日清晨6時30分，林杰樑呼吸困難，自行打電話要求緊急送醫。到了早上7時30分送至桃園縣龜山鄉的桃園長庚紀念醫院進行急救，雖然意識清楚但院方診斷因下呼吸道感染造成嚴重肺水腫，趕緊送至加護病房實施血液透析治療，然而由於無法確定感染源使得其「治療上、未見明顯成效」，『在一度恢復意識、病情趨近緩和後，即轉至一般病房療養』。但8月3日下午3時，卻突然出現血壓偏低、腦部缺氧、敗血性休克併發多重器官衰竭等症狀，這使院方在確認沒有腦出血現象後，緊急送至加護病房以體外膜氧合維持生命，並且施打高階抗細菌藥嘗試進行搶救。
此時，許多民眾便在集氣板上留言希望出現奇蹟，而眾多網友也紛紛在其Facebook上留言期望能夠早日康復。到了8月5日中午12時42分，在妻子譚敦慈同意播放其最愛的歌曲《滄海一聲笑》的情況下、為陷入重度昏迷的林杰樑拔管，最後，宣布於桃園縣龜山鄉的桃園長庚紀念醫院逝世，享年55歲。在家屬慎重告知新聞媒體一些醫院採訪規定的情況後，於下午3時，直接將遺體從大門送至殯儀館，期間許多新聞記者、雖然沒有違反醫院採訪規定，但是卻出現有人聲援家屬，認為醫院處理不當的情緒出現。之後，妻子譚敦慈在接受媒體採訪時表示，希望大家放下懷疑恐懼與執著，林杰樑醫師，生前最大的願望就是「讓民眾生活不要有恐懼，吃東西不要有恐懼」，而對於林杰樑醫師的逝世，林口長庚紀念醫院心臟科教授吳德朗則表示：「醫界痛失一位典範，要再複製另外一個林杰樑幾乎是不可能的事。」

### 後續發展
在林杰樑逝世後，長庚醫療財團法人隨即成立治喪委員會來協助家屬善後並且開放院內員工前往靈堂弔唁。之後包括時任中華民國副總統吳敦義、衛生福利部部長邱文達等著名人士也前往醫院弔唁，其中邱文達提到：「感念林醫師對國人食安的貢獻。」 到了8月23日，林杰樑的家屬於台北市立第二殯儀館舉行告別式，火化後的骨灰安奉於其故鄉朴子市第一示範公墓懷親堂內。而在告別式現場，數十位主要報導醫療新聞的電視臺記者還特別拍攝追思短片以悼念林杰樑。另外在出殯的當天，中華民國醫師公會全國聯合會頒發臺灣醫療典範獎給林杰樑，藉此希望醫學界能夠以林杰樑為目標學習其態度和做事方式。
之後林杰樑的妻子譚敦慈則宣布成立林杰樑醫師關懷健康協會以繼續關注食品安全，同時家屬也會繼續維持林杰樑其生前獲得許多人關注的Facebook粉絲專頁。其中將會整理林杰樑生前的衛生教育文章作不定期發表外，若民眾詢問食品安全或健康問題也會協助尋找專家或者由譚敦慈進行回答。而除了林杰樑的家屬以及學生公開表示將會繼續關注食品安全議題，譚敦慈也表示希望未來能夠成立食品安全檢驗室、以在不接受財團資助的情況下客觀檢驗食品安全問題。而長庚醫療財團法人也宣布將會設立林杰樑教授研究基金，以鼓勵後進醫生能夠接續其精神鑽研毒物領域。

## 影響
林杰樑對於其不斷在專業領域評論的作法表示作為醫師和學者的學術良心，本來就該把應該講的事情公布，同時他也提到：「我大概是不受歡迎人物吧！但這個社會總要有人扮黑臉，開放的社會經過討論，得利者始終是老百姓。」根據TVBS新聞台在2007年的報導指出，平均1個月裡每隔10天便能夠看見電視臺訪問林杰樑的畫面。而對於記者的約訪他也很少表示拒絕，並且能夠耐心回答記者所提出的基本問題。同時他除了會自行轉化原本困難的名詞並且提供記者簡單的解釋，亦會提供完善的資料供新聞媒體參考。而雖然有時候會遭遇新聞媒體報導錯誤或者扭曲內容，然而林杰樑還是會盡可能幫助新聞記者取得有關資料。對此中華民國醫師公會全國聯合會祕書長蔡明忠也提到：「不管是瘦肉精美牛案、三聚氰胺毒奶粉事件、塑化劑添加物、毒澱粉等重大事件，還是動物肉品用藥、蔬果農藥殘留等例行抽驗，林杰樑幾乎無役不與。」這般作為除了使林杰樑與新聞記者建立友好關係，也讓他成為媒體第一時間解答疑問的毒物專家，而中華民國醫藥衛生記者聯誼會甚至還曾經讓他與柯文哲共同獲頒醫藥記者之友獎。
然而其與新聞媒體的應對方式也使得保健食品廠商曾經聘請律師團寄送存證信函，不過林杰樑則會明確指出其所說的內容源自於醫學雜誌何處以證實並非虛構。不過在其提出有關汙染的統計數據時，有時候也會遭到跟預期結果不一的環保團體給予壓力。而雖然他時常受邀成為政府單位諮詢的專家學者，但由於多次在新聞媒體上批評行政院農業委員會和行政院衛生署等等政府機構的醫療政策、食品安全機制和潛在公共健康威脅等，這使得使得一些新聞媒體形容他是不受官方歡迎的黑名單學者，甚至認為他因而被排除在美國牛肉跨部會技術諮詢小組專家之外。而對此他也提到：「常常被當做絆腳石，覺得好累，但不把問題及真相說出來，無法安心……」此外林杰樑也堅持不接受廠商的代言邀請，也只安排由非營利的公家機關所舉辦的衛生教育演講，藉此避免因為參與商業活動而使得往後評論受到影響。而擔任過行政院衛生署疾病管制局副局長的施文儀則表示不少醫師成名後會被政府或者廠商收買，但是「沒有人買得動林杰樑」。
不過由於其不受到財團、政府乃至於黑道威脅利誘影響、而僅憑藉著其專業提供民眾許多意見，這使得他作為公共衛生和食品安全倡導者而在臺灣社會享有很高聲望與推崇。其中前行政院衛生署食品藥物管理局局長康照洲在接受採訪時表示，無論是進行關門會議或者接受新聞媒體訪問時，林杰樑說話的內容始終保持言行一致。而其主張「有幾分證據講幾分話」、「該說的絕不退縮」的率真且耿直態度也獲得社會大眾信任，隨之而來的開始有許多人將林杰樑形容為「俠醫」或者「仁醫」，甚至將其與臺灣食品安全防護網劃上等號。其中林杰樑的老師吳德朗便提到林杰樑做到知識分子該有的典範，不怕得罪業者和政府並且用自己在毒物領域的專業發言讓大家信服。曾經是林杰樑學長的資深媒體人楊憲宏認為他是臺灣最願意替人民講話的知識份子之一，而中華民國毒物學學會理事長郭明良則表示正在研究建立發言機制，期望未來發生重大食品安全問題時專業毒物醫師能在第一時間出面回應，但是他也提到「應該沒有任何一個醫師可以完全取代林杰樑的角色」。
2005年1月5日時，林杰樑便和高微波科技專家朱國瑞、高分子學實驗團隊領導人張豐志、紡織產業專家鄭琨琳、微生物作為肥料的理論先驅楊秋忠共同獲得行政院頒發傑出科技榮譽獎，也因而得到新臺幣60萬元的獎金。在2009年時，林杰樑除了代表臺灣醫生參與一年一度在美國舉辦的美國腎臟科醫學會，同時也受邀擔任主持會議的座長。在2010年時，林杰樑和臺灣安寧照顧創始人鍾昌宏共同獲得第一屆臺南縣學甲慈濟宮保生大帝仁心仁術醫療學術貢獻獎。2012年時，美國學界計畫出版新版本的血液透析教科書時特別邀請林杰樑負責擔綱撰寫其中一個章節。而在2013年8月11日時，民視新聞台教育節目《台灣演義》便以《仁心俠醫 林杰樑》為標題介紹林杰樑的生平。

## 書籍
| 出版日期 | 書名                     | 作者   | 出版社   | ISBN               |
| -------- | ------------------------ | ------ | -------- | ------------------ |
| 2016年   | 《譚敦慈的安心廚房食典》 | 譚敦慈 | 三采文化 | ISBN 9789863425625 |

## 外部連結
- 林杰樑的Facebook專頁
- 綠十字健康網 （页面存档备份，存于）